# グラビア印刷
グラビア印刷（グラビアいんさつ）は、凹版印刷の一種。微細な濃淡が表現できるので、写真画像の印刷に適している。

## 概要
グラビア印刷は通常、オフセット印刷やフレキソグラフィー印刷と同様、回転式の印刷機を用いる。したがって、印刷イメージはシリンダ（ロール状の版胴）の上に彫り込まれる。また、グラビア印刷が枚葉紙（シート状の用紙）ではなく、ロール紙に印刷することを意味している。
なお、雑誌でよく見かける「グラビア」というページは、「芸術印刷といえばグラビア印刷」だった時代の名残であり、現在は、ほとんどすべてがオフセット印刷である。

## 語源
英語では、グラビア印刷を rotogravure、又はこれを略した roto、gravure（[ɡɹəˈvjʊɚ] グラヴューア）と呼ぶ。これは、ドイツの印刷会社 Rotogravur に由来し、会社名が普通名詞化したものである。Rotogravur 社は、Rotophot 社と Deutsche Photogravur 社の合併によって作られたかばん語であり、さらに語源に遡ると、roto- は回転、photo- は写真、gravure はフランス語で彫ることを意味する。

## グラビア印刷の特徴

### シリンダ（版胴）
シリンダは鋼管に80-100マイクロメートルの厚さで銅めっきを施し、その表面に製版を行う。印刷が終わればその銅めっき層を剥がし取った後、再めっき、研磨してリサイクルする。

### 製版方法
写真製版法の腐食による手段のほか、近年では腐食によらず、先端にダイヤモンドまたはレーザーを付けたエッチング機での彫刻法（電子彫刻法）が用いられる。

### 版面
グラビア印刷のシリンダの上に彫り込まれたイメージは、小さい凹型のくぼみから構成されていて、それらのくぼみは「セル」と呼ばれる。そのセルにインクが付き、印刷される紙などの素材に転写される。グラビア印刷には、インキを保持するセルの深さで印刷濃度再現をするコンベンショナル法、このセルの深さと大小とを併用して印刷濃度再現する網グラビア法、やはりセルの深さと大小とを併用する電子彫刻法があり、それらセルの深さや大きさによって、紙などの素材に転写するインクの量をコントロールする。

### 利点
セルの深さによって色の濃さを変えることが可能であるため、写真などの階調を持つ画像の再現性を高めているのがグラビア印刷の最大の特徴である。網グラビア法ではオフセット印刷と原版の互換性があるため、校正刷りがオフセット印刷で出せること、調子再現が良いことなどの利点がある。しかし、オフセット印刷の改良により、今日では雑誌などのグラビアページではほとんどがこの形式を用いている。また、シリンダはクロムメッキ処理することにより耐久性を持ち、印刷速度の速さとその耐久性から大量部数の印刷に適している。グラビアインキはオフセットインキと比べて高濃度である一方、理論上のCMY（藍紅黄）色相からはずれているため、それを補うために特色インキと呼ばれる印刷版を用いることが多い。

## グラビア印刷機

### 構造
輪転グラビア印刷機は色ごとに1つの印刷ユニットを持っている。ユニットの数は、どんな色が最終的なイメージを作り出すために必要とされているかによって決まる。各カラーユニットは次の5つの基本的な部品から構成される。グラビア版シリンダ（版胴）、インク溜め（インキパン）、ドクターブレード（インク掻き落とし刃）、圧着ローラー（圧胴）、および乾燥機である。

### 印刷の流れ
印刷するにあたっては、以下の工程が繰り返される。
1. グラビア版シリンダの一部がインク溜めに浸され、セル（版面のくぼみ）をインクで満たす。
2. シリンダの回転時に、インク溜めから引き上げる。
3. ドクターブレードがシリンダをこすって、印刷されない（凹んでいない）部分からインクを取り去る。
4. 紙は圧着ローラーとグラビア印刷シリンダに挟みこまれる。ここでインクがセルから紙に移される。圧着ローラーの目的は、インクがなるべく多く均一に紙へ移るよう、グラビア版シリンダの上で紙を押すことである。
5. 紙は乾燥機にかけられる（それが次の色ユニットに移り、別の層のインクを吸収する前には完全に乾燥していなければならないため）。
6. 次の色ユニットに移る。

## グラビア印刷に適用する素材
紙や薄紙、フィルム、金属箔、紙カップなどの印刷に使用され、特に、菓子、食品、洗剤、タバコなどの包装に多く用いられる。